# Crinoniscus equitans
Crinoniscus equitans är en kräftdjursart som beskrevs av Perez 1900. Crinoniscus equitans ingår i släktet Crinoniscus och familjen Crinoniscidae. Inga underarter finns listade i Catalogue of Life.